# Gyponana secunda
Gyponana secunda är en insektsart som beskrevs av Freytag och Delong 1975. Gyponana secunda ingår i släktet Gyponana och familjen dvärgstritar. Inga underarter finns listade i Catalogue of Life.